# Ajax Bay, Falklandsöarna
Ajax Bay är en övergiven ort på västra kusten av Östra Falkland, Falklandsöarna. Den ligger vid en vik med samma namn i anslutning till San Carlos Water, cirka 90 km väster om huvudstaden Stanley.
På 1950-talet inrättade här det statliga brittiska utvecklingsbolaget en:Colonial Development Corporation en infrysningsanläggning för fårkött, Ajax Bay Refrigeration Plant. Denna visade sig dock olönsam och fick snabbt stängas . Vissa mindre prefabricerade byggnader kunde flyttas till Stanley, medan resten lämnades på platsen.

## Fältlasarett
I de övergivna byggnaderna från det gamla fryseriet inrättade den brittiska militären under Falklandskriget ett fältsjukhus. Sjukhuset behandlade sårade soldater från båda sidor och leddes av fältläkaren Dr Rick Jolly (1946-2018) . För sina livräddande insatser blev han den ende person som belönades med utmärkelser av båda sidor efter kriget.